# A Little Girl with Big Ideas
A Little Girl with Big Ideas è un cortometraggio del 1934 diretto da Joseph Henabery.

## Produzione
Il film fu prodotto dalla The Vitaphone Corporation (Warner Bros.).

## Distribuzione
Distribuito dalla Warner Bros., il film uscì nelle sale cinematografiche USA il 20 gennaio 1934.